# Yuan Shikai
Yuan Shikai, född den 16 september 1859 i Xiangcheng, död den 6 juni 1916 i Peking, var en kinesisk militär, politiker och Republiken Kinas president 1912–1916, som försökte etablera en ny kejsardynasti strax före sin död.

## Tidig karriär
Yuan var åren 1882–1894 kinesisk resident i Korea och förde 1894 befälet över den av en tysk instruktör utbildade elitkår, vars transportering till Korea närmast föranledde krigsutbrottet mellan Kina och Japan, det första kinesisk-japanska kriget.
Han utsågs i september 1898 till befälhavare för en armékår i provinsen Zhili med uppgift att militärt stödja Guangxu-kejsarens reformpolitik. Då han av kejsaren fick order att fängsla den mäktiga änkekejsarinnan, yppade han genast denna kejsarens plan för henne, vilket föranledde den statskupp, som förvandlade kejsaren till fånge i sitt eget palats och överlämnade styrelsemakten åt änkekejsarinnan.

## Yuans reformprogram
Yuan belönades med utnämning till guvernör över Shandong-provinsen och utmärkte sig där under boxarupproret 1900 genom att vidtaga energiska kraftåtgärder mot upprorsmännen och effektivt skydda utlänningars liv och egendom. I november 1901 kallad till Tianjin som vicekung över provinsen Zhili samt till följd av forna tjänster i besittning av änkekejsarinnans förtroende, blev Yuan snart Kinas inflytelserikaste ämbetsman och främjade energiskt strävandena för en grundlig reformering av armén och hela förvaltningen. Skolväsendet organiserades med hjälp av en amerikansk fackman, Tianjin fick elektrisk belysning, vattenledning och modernt polisväsen; omfattande gaturegleringar i hygieniskt syfte vidtogs. Hela den norra armén reorganiserades med hjälp först av tyska, sedan av japanska instruktörer.
Yuans moderata reformpolitik, som gick ut på Kinas reformering genom kineserna själva, vann trots reaktionära ränker från manchuiska ämbetsmanna- och hovkretsar i allmänhet änkekejsarinnans gillande, och han överhopades med nya ämbeten och ynnestbevis. Sålunda blev han 1902 handelsminister med högsta uppsikten över handel, bergverk, järnvägar och telegrafanläggningar i hela riket samt 1908 medlem av stora rådet (Junjichu) och president i utrikesministeriet (Waiwubu). Han uppges ha genomdrivit dekretet om opiumförbud (i november 1906), utsändandet av studiekommissioner till Europa och upprättandet av ett nytt statsråd (eller en notabel församling) som en förberedelse för införandet av en modern författning för det kinesiska riket (1907).
Dessutom verkade han för införande av enhetligt mynt-, mått-, mål- och viktsystem för Kina samt för det gamla examensväsendets ersättande med ett bättre system för ämbetsmannarekryteringen. Guangxu-kejsarens och änkekejsarinnans död (i november 1908) tycktes till en början inte inverka på Yuans maktställning; han utsågs den 18 december av regenten Prins Chun till äldste guvernör för den minderårige nye kejsaren Puyi, men den 2 januari 1909 avskedades han plötsligt från alla sina ämbeten och befalldes återvända till sin födelseort. I avskedsdekretet uppgavs blott, att han drabbats av en åkomma i benet, som gjorde det för honom "svårt att gå och att vederbörligt uppfylla fastställda regler".

## Kinas president och kejsarkandidat

Yuan Shikais flagga för det "Kinesiska imperiet".

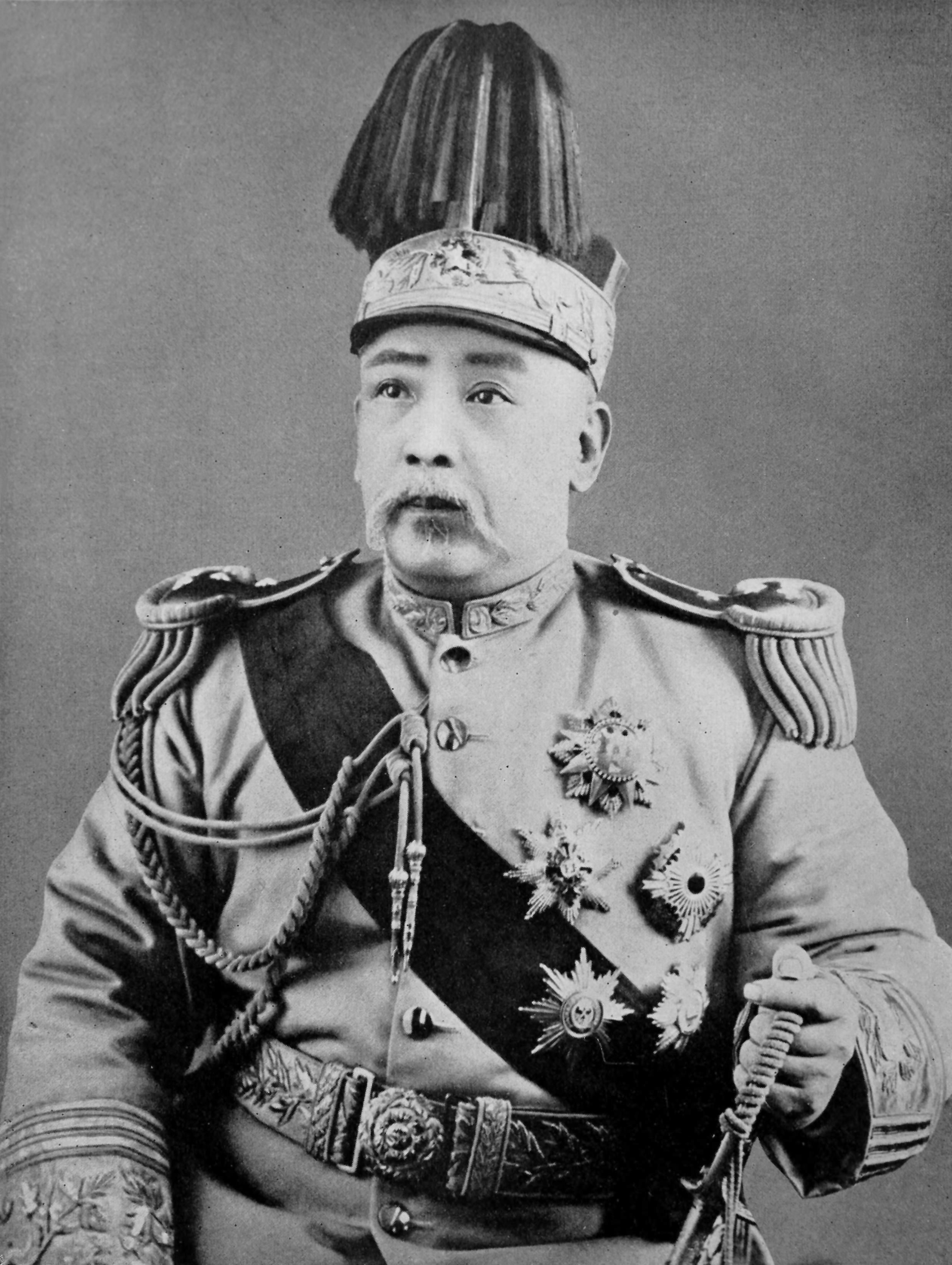
Yuan Shikai som Republiken Kinas president.

I samband med Xinhairevolutionens utbrott i oktober 1911 återkallades Yuan Shikai till aktiv tjänst av kejsarhovet för att förhandla med revolutionärerna. Genom ett skickligt manövrerade lyckades Yuan utverka kejsarens abdikation 1912 samt utsågs samma år, efter Sun Yat-sen, till den nygrundade Republiken Kinas andra president. Yuan blev med tiden allt mer maktfullkomlig. Han iscensatte av allt att döma mordet på Kuomintang-politikern Song Jiaoren i mars 1913 och lät samma år upplösa det nyvalda parlamentet i Peking, då detta dominerades av Nationalistpartiet. Han lyckades senare få sig själv utnämnd till president på livstid och 1915 började hans privatsekreterare Liang Shiyi i hemlighet bedriva propaganda för monarkiens återupprättande och Yuans upphöjande på kejsartronen. Offentligen tog Yuan dock i det längsta avstånd från denna rörelse, som för övrigt i en mycket spridd och verkningsfull broschyr bekämpades av den lärde reformvännen Liang Qichao.
Japan, Storbritannien och Ryssland avlät den 28 oktober 1915 på diplomatisk väg en vänskaplig varning "i den allmänna fredens intresse", påpekande, att folkmeningen torde vara delad i frågan och att inre oroligheter därför vore att befara. Emellertid inträffade beställda petitioner i mängd i Peking från olika delar av riket, och i november hänsköt regeringen frågan till ett slags skenomröstning ute i provinserna, vilken"enhälligt" utföll till monarkins förmån. Senaten erbjöd presidenten därefter kejsarvärdigheten och i ett edikt av den 11 december 1915 förklarade han sig i princip villig att mottaga anbudet samt uppdrog åt ministerier och ämbetsverk att vidtaga "de nödiga förberedelserna".
Meningen var att tronbestigningen skulle äga rum i februari 1916. I december 1915 utbröt dock ett uppror mot monarkirörelsen i provinsen Yunnan under ledning av general Cai E. Upproret vann med stöd av Liang Qichaos agitation snabb anslutning över hela södra Kina och inte heller på de nordliga provinserna kunde Yuan Shikai räkna. Han lät då i en proklamation av den 21 mars 1916 meddela, att han annullerat sitt accepterande av tronerbjudandet, och den 22 april omgav han sig med framstegsvänliga ministrar.
Hans ställning var emellertid nu ohållbar, uppmaningar till avgång inströmmade från alla håll; i Guangzhou valde en provisorisk militärregering 11 maj vicepresidenten Li Yuanhong till president. Mitt under dessa stormiga dagar insjuknade Yuan Shikai och avled den 6 juni i uremi. I enlighet med hans sista regeringshandling, ett "dödsmandat", manande till fred och ordning, övertogs regeringsmakten samma dag av Li Yuanhong. Som förste minister (statssekreterare) kvarstod general Duan Qirui.